# 城北站
城北站（日语：／ Johoku eki */?）是位於廣島縣廣島市中區西白島町，廣島高速交通的廣島新交通1號線（Astram線）車站。

## 歷史
- 1994年（平成6年）8月20日 - 車站啟用[1]。
- 1999年（平成11年）3月20日 - 在時間表修正後，此站成為急行列車通過站[1]。
- 2004年（平成16年）3月20日 - 在時間表修正後，取消急行列車班次，所有列車停靠此站[1]。
- 2009年（平成21年）8月8日 - 此站開始可以使用PASPY[1]。
- 2015年（平成27年） - 站內廣播與月台發車牌翻新至與新白島站同等級。

## 車站構造
車站是一座地下車站，設有1面2線的島式月台。月台上一層的地面設有車站大樓，內裡設有售票機和閘機。
車站顏色為■帶色。

### 月台
| 月台 | 路線             | 上下行 | 方向           |
| ---- | ---------------- | ------ | -------------- |
| 1    | ■廣島新交通1號線 | 下行   | 廣域公園前方向 |
| 2    | ■廣島新交通1號線 | 上行   | 本通方向       |

## 車站周邊
- 廣島城
- Applied （電腦店）
- 丸中（日语：マルナカ (チェーンストア)）白島店
- RCC中國放送
- 廣島市立基町高等學校（日语：広島市立基町高等学校）
- 廣島市立白島小學
- 廣島市立基町小學（日语：広島市立基町小学校）
- 中國JR巴士「基町」巴士站
- 廣島巴士（日语：広島バス）「西白島」巴士站

## 利用狀況
以下數據取自《廣島市統計書》。Astram線公開了「1年總乘車人次」和「1年總下車人次」。1日平均乘車人次數據中，是以當年度的總乘車人次除以365（閏年為366），再取自小數點後1位。Astram線所提供的數據以1,000人為單位，因此，平均數中會有誤差。
| 年度               | 1日平均 乘車人次 | 1年總 乘車人次 | 1年總 下車人次 |
| ------------------ | ---------------- | -------------- | -------------- |
| 1995年（平成07年） | 1,082.0          | 396,000        | 424,000        |
| 1996年（平成08年） | 1,169.9          | 427,000        | 457,000        |
| 1997年（平成09年） | 1,202.7          | 439,000        | 476,000        |
| 1998年（平成10年） | 1,241.1          | 453,000        | 487,000        |
| 1999年（平成11年） | 1,232.2          | 451,000        | 488,000        |
| 2000年（平成12年） | 1,213.7          | 443,000        | 487,000        |
| 2001年（平成13年） | 1,221.9          | 446,000        | 484,000        |
| 2002年（平成14年） | 1,142.5          | 417,000        | 461,000        |
| 2003年（平成15年） | 1,123.0          | 411,000        | 452,000        |
| 2004年（平成16年） | 1,150.7          | 420,000        | 454,000        |
| 2005年（平成17年） | 1,200.0          | 438,000        | 475,000        |
| 2006年（平成18年） | 1,241.1          | 453,000        | 491,000        |
| 2007年（平成19年） | 1,265.0          | 463,000        | 504,000        |
| 2008年（平成20年） | 1,295.9          | 473,000        | 517,000        |
| 2009年（平成21年） | 1,263.0          | 461,000        | 511,000        |
| 2010年（平成22年） | 1,301.4          | 475,000        | 524,000        |
| 2011年（平成23年） | 1,325.1          | 485,000        | 533,000        |
| 2012年（平成24年） | 1,364.4          | 498,000        | 545,000        |
| 2013年（平成25年） | 1,411.0          | 515,000        | 570,000        |
| 2014年（平成26年） | 1,430.1          | 522,000        | 574,000        |
| 2015年（平成27年） | 1,087.4          | 398,000        | 435,000        |
| 2016年（平成28年） | 1,054.8          | 385,000        | 423,000        |
| 2017年（平成29年） | 991.8            | 362,000        | 398,000        |
| 2018年（平成30年） | 972.6            | 355,000        | 390,000        |
| 2019年（令和元年） | 983.6            | 360,000        | 392,000        |

## 相鄰車站
廣島高速交通
廣島新交通1號線（Astram線）
縣廳前－城北－新白島

## 注腳
1. 1 2 3 4 5  曾根悟（監修）. 朝日新聞出版分冊百科編集部（編集） , 编. . 週刊朝日百科. 30号 モノレール・新交通システム・鋼索鉄道. 朝日新聞出版. 2011-10-16: 25 （日语）.
2. ↑   (PDF). 廣島高速交通.   [2017-08-08]. （原始内容存档 (PDF)于2021-06-02） （日语）.

## 外部連結
- Astram線　官方網站 （页面存档备份，存于）（日語）